# 텔레노르 아레나
텔레노르 아레나(노르웨이어: Telenor Arena)는 노르웨이 베룸에 위치한 다목적 실내 경기장이다. 경기장 이름은 2008년 노르웨이의 통신 회사인 텔레노르가 10년 동안 경기장 스폰서 계약을 맺은 데서 붙여진 이름이며 유로비전 송 콘테스트 2010이 열린 곳이다.